# Sergio Sylvestre
Sergiofeld Sylvestre noto principalmente come Sergio Sylvestre o Big Boy, (Los Angeles, 5 dicembre 1990) è un cantante statunitense, diventato noto in Italia per aver vinto la quindicesima edizione del talent show Amici di Maria De Filippi.

## Biografia
Nato a Los Angeles da madre messicana e padre haitiano, nel 2012 Sylvestre ha visitato il Sud Italia e in particolare il Salento come turista e, dopo il viaggio, ha deciso di trasferirsi a Lecce, diventando il cantante del Samsara Beach, noto locale di Gallipoli.
Tra il 2015 e 2016 Sylvestre ha partecipato come concorrente alla quindicesima edizione del talent show Amici di Maria De Filippi nella Squadra Blu capitanata da J-Ax e Nek. Nella finale del 25 maggio 2016 ha conquistato la vittoria del talent show con il 61% dei voti.
Nel maggio 2016, durante la sua partecipazione al programma, Sylvestre ha pubblicato l'EP di debutto Big Boy, composto da quattro inediti e quattro cover di hit internazionali; l'EP ha raggiunto la prima posizione della Classifica FIMI Album ed è stato certificato disco d'oro dalla Federazione Industria Musicale Italiana, così come il singolo omonimo, scritto da Ermal Meta. Nell'autunno 2016 il cantante avrebbe dovuto svolgere un tour denominato Big Boy Live Tour, che includeva dieci concerti in varie città italiane, ma il tour è stato successivamente cancellato per altri progetti. Successivamente ha inciso insieme al rapper Rocco Hunt il brano Prego, versione italiana di You're Welcome di Jordan Fisher e Lin-Manuel Miranda, inserito nei titoli di coda del film Oceania. Sylvestre ha inoltre collaborato con J-Ax e Fedez al brano L'Italia per me, incluso nell'album Comunisti col Rolex.
Nel febbraio 2017 Sylvestre ha partecipato tra i Campioni al Festival di Sanremo 2017 con il singolo Con te, da lui scritto insieme Stefano Maiuolo e presentato poi a Giorgia, giungendo in finale e piazzandosi al sesto posto. Il brano ha inoltre anticipato il suo album di debutto, intitolato Sergio Sylvestre, pubblicato in Italia il 10 febbraio 2017.
Il 16 giugno 2017 è stato pubblicato il singolo Turn It Up, prodotto da J-Ax e Fedez e basato su un beat inedito realizzato dai Major Lazer in occasione del contest Tuborg Open. Nel novembre successivo ha pubblicato l'album natalizio Big Christmas, costituito esclusivamente da cover di noti brani natalizi.
Il 17 giugno 2020 ha cantato l'inno italiano che ha aperto la finale di Coppa Italia tra Napoli e Juventus, svoltasi allo Stadio Olimpico di Roma a porte chiuse a causa della pandemia di COVID-19. L'esitazione del cantante su alcune parole del testo e la frase di chiusura "no justice, no peace" hanno suscitato diverse polemiche già dalla sera stessa. Il giorno dopo si è scusato spiegando che il suo blocco è stato frutto della grande emozione e della tristezza provata per lo stadio vuoto.
Nel 2021 ha pubblicato il singolo Motel California in collaborazione con Alessia Labate, Roy Paci e Saturnino; nei mesi successivi ha annunciato la scelta di adottare il nome d'arte Big Boy, pubblicando i singoli Lose It All, Coconut e Going Crazy in maniera indipendente.

## Discografia

### Album in studio
- 2017 – Sergio Sylvestre
- 2017 – Big Christmas

### EP
- 2016 – Big Boy

### Singoli
Come Sergio Sylvestre
- 2016 – Big Boy
- 2016 – Ashes
- 2016 – No Goodbye
- 2017 – Con te
- 2017 – Planes
- 2017 – Turn It Up
- 2019 – Parolacce
- 2020 – Story of My Life (con Alborosie)
- 2021 – Motel California (con Alessia Labate, Roy Paci e Saturnino)

Come Big Boy
- 2021 – Lose It All
- 2022 – Coconut
- 2022 – Going Crazy
- 2022 – Hell's Door
- 2023 – Bad Guy
- 2023 – Clumsy Elephant

### Collaborazioni
- 2021 – Rollercoaster (Room9 feat. Big Boy)
- 2021 – Lose It All (Room9 feat. Big Boy)

### Autore per altri artisti
- 2023 – Nitro e Madame – Too Late

## Doppiaggio
- Pit in PAPmusic - Animation for Fashion